# 12329 Liebermann
12329 Liebermann eller 1992 SR23 är en asteroid i huvudbältet som upptäcktes den 23 september 1992 av den tyske astronomen Freimut Börngen vid Tautenburg-observatoriet. Den är uppkallad efter den tyske målaren Max Liebermann.
Asteroiden har en diameter på ungefär 3 kilometer.